# Abies sachalinensis
Abies sachalinensis é uma espécie de conífera da família Pinaceae.
Pode ser encontrada nos seguintes países:  Japão e Rússia.